# Nidella stanleyana
Nidella stanleyana là một loài bọ cánh cứng trong họ Cerambycidae.